# Les Bourreaux volontaires de Hitler
Les Bourreaux volontaires de Hitler : Les Allemands ordinaires et l'Holocauste (1996) est un ouvrage de l'auteur américain Daniel Goldhagen, professeur de sciences politiques à l'université de Harvard. Il y affirme que la grande majorité des Allemands furent, comme l'indique le titre du livre, des bourreaux volontaires dans le cadre de la Shoah ; il attribue cette attitude à un antisémitisme éliminationniste, violent et unique, propre à l'identité allemande qui s'est développé au cours des siècles précédents. Pour Goldhagen, cet antisémitisme éliminationniste est la pierre angulaire de l'identité nationale allemande, il n'est apparu qu'en Allemagne et a conduit des Allemands ordinaires à tuer des Juifs volontairement et avec un sentiment de satisfaction. Il fait remonter cet antisémitisme éliminationniste au Moyen Âge, époque où il est fondé sur des bases religieuses avant d'être sécularisé.
Dès sa parution aux États-Unis et en Allemagne, l'ouvrage de Goldhagen suscite débats et controverses, que certains historiens assimilent à un nouvel épisode de l' Historikerstreit des années 1980, au cours de laquelle des historiens allemands se sont affrontés avec virulence sur les modes d'explication du nazisme et de la Shoah. Le livre est un véritable phénomène éditorial et rencontre un réel succès en Allemagne et aux États-Unis, malgré l'accueil critique des historiens. Ceux-ci se font entendre de manière inhabituellement forte pour condamner l'ouvrage, considéré comme non-historique. Pour Raul Hilberg, Goldhagen a totalement tort sur tout et son ouvrage ne vaut rien. Ian Kershaw juge que ce livre « n'apporte pas grand-chose », « n'esquisse aucun nouveau courant historiographique », est « mauvais », « apporte une réponse simpliste à la question de savoir pourquoi l'holocauste s'est produit », « est un échec intellectuel et scientifique » et ajoute, toujours à son propos, qu'« il n'y a pas de querelles d'historiens. Tous ou presque sont d'accord pour adresser des critiques fondamentales à un livre qui, selon eux, présente de graves faiblesses ».
Entamé dans le cadre d'une thèse de doctorat, le livre est largement écrit en réponse à l'ouvrage de Christopher Browning, Des hommes ordinaires. le 101e bataillon de réserve de la police allemande et la solution finale en Pologne, paru en 1992. La majeure partie de l'essai de Goldhagen porte sur ce même 101e bataillon de l'Ordnungspolizei et remet en question tous les aspects de l'analyse de Browning, reprenant les critiques déjà formulées par Goldhagen dans un article du 13 juillet 1992 du journal The NewRepublic intitulé The Evil of Banality.
En 1994, le travail de Goldhagen Les bourreaux nazis. Étude de leur comportement et de l'origine du génocide reçoit le prix du meilleur mémoire de politique comparative, d'un montant de 750 dollars, décerné par l'Association américaine de sciences politiques. 
En 1997, Les bourreaux volontaires de Hitler se voit décerner le Prix de la démocratie attribué par la Revue de politique allemande et internationale, qui considère que l'ouvrage a aidé le public à comprendre le passé, dans une période au cours de laquelle l'Allemagne connaît des changements radicaux ; lors de la remise du prix, l'éloge de l'ouvrage est prononcé par Jürgen Habermas, qui remercie Daniel Goldhagen d'avoir aidé les Allemands à jeter un autre regard sur le passé.

## La thèse de Goldhagen

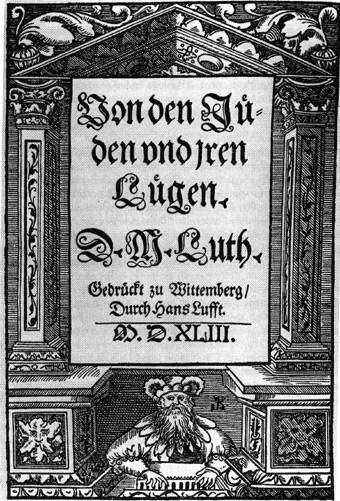
Sur les Juifs et leurs mensonges (ancien allemand : Von den Jüden und Iren Lügen, actuel allemand : Von den Juden und ihren Lügen) par Martin Luther, 1543.

Goldhagen affirme que la forme de l'antisémitisme allemand, qu'il qualifie d'« antisémitisme éliminationniste » est unique, et qu'elle s'est développée au cours des siècles.

« [Premièrement] Les Allemands qui ont perpétré l'Holocauste ont traité les Juifs de la manière brutale et mortelle qu'ils ont employée parce qu'ils pensaient globalement que ce qu'ils faisaient était juste et nécessaire. Deuxièmement, il existait depuis longtemps dans la société allemande un antisémitisme virulent qui a conduit une grande majorité d'Allemands à éliminer, d'une manière ou d'une autre, les Juifs de la société allemande. Troisièmement, toute explication de l'Holocauste doit aborder et spécifier le lien causal entre l'antisémitisme en Allemagne et la persécution et l'extermination des Juifs, auxquelles tant d'Allemands ordinaires ont contribué ou qu'ils ont soutenu. »

— Daniel Goldhagen

#### Ouvrages généraux
- Yehuda Bauer et Annette Wieviorka (postface) (trad. Genevière Brzutowski), Repenser l'Holocauste, Paris, Autrement, 2010, 290 p. (ISBN 978-2-7467-0260-8 et 2-7467-0260-6)
- Christopher R. Browning (trad. de l'anglais), Des hommes ordinaires, le 101e Bataillon de réserve de la police allemande et la Solution finale en Pologne, Paris, Les Belles Lettres, 1994 (1re éd. 1992 (en)), 284 p. (ISBN 2-251-38025-6)
- Daniel Jonah Goldhagen (trad. de l'anglais), Les Bourreaux volontaires de Hitler, Les Allemands ordinaires et l'Holocauste, Paris, Seuil, 1997 (1re éd. 1996 (en)), 580 p. (ISBN 2-02-028982-2)
- Ian Kershaw, Qu'est-ce que le nazisme ? Problèmes et Perspectives d'interprétation, Paris, Gallimard, 536, 580 p. (ISBN 978-2-07-040351-6)

#### Controverse
- Pierre Bouretz, « Daniel Goldhagen, la Shoah et l'Allemagne, Les piliers ont-ils vraiment tremblé ? », Les Temps modernes, 1997, no 592, p. 19-37
- Thomas Bronnec, Goldhagen en procès, recension de L'Allemagne en procès de Norman Finkelstein et Ruth Birn
- Alain Finkielkraut (sous la direction de), Philippe Burrin et Nicolas Weill, L'Interminable Écriture de l'extermination, Paris, Stock, 2010, 289 p. (ISBN 978-2-234-06144-6), « Les Bourreaux volontaires de Hitler : un livre controversé », p. 59-73
- Norman Finkelstein, Bettina Ruth Birn et Hélène Miard-Delacroix (postface) (trad. de l'anglais par Denis Berger), L'Allemagne en procès : la Thèse de Goldhagen et la Vérité historique, Paris, Albin-Michel, 1999 (1re éd. 1998 (en)), 185 p. (ISBN 2-226-10476-3)
- (en) Eley Geoff (ed.) The Goldhagen Effect: History, Memory, Nazism—Facing the German Past. Ann Arbor: University of Michigan Press, 2000.  (ISBN 0-472-06752-4).
- (en) Daniel Goldhagen, Joseph Joffe, The New York Review of Books, vol 44, no, 2, February 6, 1997.
- (en) Daniel Goldhagen, Christopher Browning, Leon Wieseltier, The Willing Executioners/Ordinary Men Debate, USHMM symposium, April 8 1996
- (en) Daniel Goldhagen, The Fictions of Ruth Bettina Birn, German Politics and Society, 1997
- (en) D. D. Guttenplan, The Holocaust on Trial. New York, Norton, 2001.  (ISBN 0-393-02044-4)
- Alfred Grosser, « Allemagne : Goldhagen et la vérité », L'Express, 14 octobre 199
- Anne Grynberg, « Les bourreaux de Goldhagen, des Allemands ou des hommes », in Allemagne : l'Histoire, l'indicible, Paris, Éditions de Minuit, 1997, p. 323-416
- F. Hartweg, « Les protestants et l'antisémitisme éliminatoire. À propos de Daniel Goldhagen, Les Bourreaux volontaires de Hitler : les Allemands ordinaires et l'Holocauste », Revue d'Allemagne et des pays de langue allemande, 1997, no 1, p. 107-112.
- (en) Raoul Hilberg, Is There a New Antisemitism?, Logosjournal, 2007
- Raoul Hilberg, « Le phénomène Goldhagen », Les Temps modernes, 1997, no 592, p. 1-10
- Edouard Husson, « Hitler, les Allemands et la Shoah : à propos d'un livre récent de Daniel J. Goldhagen », Revue d'Allemagne et des pays de langue allemande, 1997, no 1, p. 83-105.
- Edouard Husson; Une culpabilité ordinaire ? Hitler, les Allemands et la Shoah : les Enjeux de la controverse Goldhagen, Paris, François-Xavier de Guibert, 1997, 196p.
- Christian Ingrao, « Le nazisme, la violence, l'anthropologie : autour de Goldhagen », European Review of History, 1997, vol. 4, no 2, p. 173-181
- Liliane Kandel, « La lettre volée de D. J. Goldhagen », Les Temps modernes, 1997, no 52, p. 38-54
- (en) Konrad Kwiet, « "Hitler’s Willing Executioners" and "Ordinary Germans" : Some Comments on Goldhagen’s Ideas », Jewish Studies Yearbook, 1 ,2000
- (en) Dominick LaCapra, « Perpetrators and Victims: The Goldhagen Debate and Beyond », in Writing History, Writing Trauma, Baltimore, Johns Hopkins University Press, 2001, 114–40.
- Luc Lamprière, Shoah : la Controverse américaine, Libération, 22 janvier 1998
- André Sellier, « L'évacuation de Dora et la tragédie de Gardelegen : à propos du livre de Goldhagen », Vingtième Siècle, 1999, no 61, p. 102-110
- (en) Robert Shandley, Jeremiah Riemer, Unwilling Germans? The Goldhagen Debate, Minneapolis: University of Minnesota Press, 1998.  (ISBN 0-8166-3101-8)
- Jean Solchany, « De la régression analytique à la célébration médiatique : le phénomène Goldhagen », Revue d'histoire moderne et contemporaine, 1997, juillet-septembre, Tome 44-3, p. 514-529
- (en) Fritz Stern, « The Goldhagen Controversy: The Past Distorted », in Einstein's German World, p. 272–88, Princeton, NJ: Princeton University Press, 1999.  (ISBN 0-691-05939-X)
- (en) Hans-Ulrich Wehler, « The Goldhagen Controversy: Agonising Problems, Scholarly Failure, and the Political Dimension », in German History, Vol. 15, 1997, p. 80–91.
- (en) Frank Wesley, The Holocaust and Anti-semitism: the Goldhagen Argument and Its Effects, San Francisco, International Scholars Publications, 1999.  (ISBN 1-57309-235-5)